# Georges Mazerand
Georges Mazerand, né le 14 avril 1876 à Cirey-sur-Vezouze et mort le 16 mars 1968 dans la même commune, est un homme politique français.

## Biographie
Fils de Jean-Baptiste Mazerand (1841-1917), lui-même industriel, et maire de Cirey-sur-Vezouze. Il étudie au lycée Henri-Poincaré de Nancy puis entre dans l'École Supérieure de Commerce de Paris. Durant la Première Guerre mondiale, il est lieutenant à l'état-major de la 12e brigade de dragons. Il est alors fait chevalier de la Légion d'honneur en septembre 1914 avec une Croix de Guerre avec palme puis obtient en 1915 et 1919 deux autres étoiles et est promu au grade de capitaine en 1915. Il reprend l'industrie de papier et de carton de son père en 1918 et entre en politique en devenant conseiller municipal et conseiller général de sa ville natale dès 1919. Il devient maire en 1925 et est constamment réélu jusqu'à la chute de la Troisième République  - il est révoqué par le gouvernement de Vichy de sa fonction de maire en 1942  et perd son mandat de conseiller général en 1939. Il est réélu à ces deux précédents sièges après la Seconde Guerre mondiale jusqu'en 1958, date de sa démission à ces deux postes.
En 1919, il se présente aux élections législatives en 3e position sur la liste de Bloc national, derrière Albert Lebrun et Louis Marin. Membre de l'Alliance démocratique, il rejoint le groupe des Républicains de gauche. Réélu en 1924 et 1928, cette dernière fois au scrutin uninominal, il reste fidèle à ce groupe parlementaire.
De nouveau réélu en 1932, il rejoint cette fois le groupe de la Gauche radicale, qui regroupe les députés de la mouvance radicale indépendante. Il s'inscrit ensuite au nouveau groupe de la Gauche démocratique et radicale indépendante, nouvelle dénomination de la même formation parlementaire. Alors qu'il était combattu par les républicains nationaux et les organisations catholiques, il est soutenu par eux, avec réticence, en 1936 car il est hostile au Front populaire mais antifasciste.
Député discret, il ne prend pas part au vote du 10 juillet 1940 sur la remise des pleins pouvoirs au maréchal Pétain et est ensuite destitué de son poste de maire par le régime de Vichy. En 1943 après la mort de sa femme, il prend la direction du Comité cantonal de la Croix-Rouge. En 1944, il est déporté au titre de sa résistance, il a accueilli 11 000 évadés de la Ligne Maginot dans 21 communes de Moselle et Meurthe-et-Moselle et, comme président du conseil des directeurs de la Caisse d'épargne de Cirey, il refuse de donner les dépôts des Mosellans aux Allemands, et connait le camp de Neuengamme puis un camp en Tchécoslovaquie avant d'être libéré et de retourner à Cirey-sur-Vezouze en juin 1945. Il ne semble cependant pas avoir eu la médaille de la déportation et de l'internement pour faits de Résistance. 
Le 22 juin 1945, il est nommé délégué à l'Assemblée consultative provisoire en sa qualité de déporté. Il se présente en deuxième position sur une liste menée par de Louis Marin aux élections constituantes du 21 octobre 1945 mais seul Marin est élu. 
Il devient vice-président du conseil général de Meurthe-et-Moselle et est nommé commandeur de la Légion d'honneur.
Il meurt dans son village natal à l'âge de 91 ans.

## Décorations
- Commandeur de la Légion d'honneur (4 février 1949)
- Officier de la Légion d'honneur (30 décembre 1931)
- Chevalier de la Légion d'honneur (26 septembre 1914)
- Croix de guerre 1914–1918, palme de bronze (24 septembre 1914)
- Croix de guerre 1914–1918, étoile d'argent (2 février 1915)
- Croix de guerre 1914–1918, étoile de bronze (2 février 1919)
- Médaille commémorative de la guerre 1914–1918
- Médaille commémorative de la bataille de Verdun

## Sources
- Ressources relatives à la vie publique :   - base Léonore
  - Base Sycomore
- « Georges Mazerand », dans le Dictionnaire des parlementaires français (1889-1940), sous la direction de Jean Jolly, PUF, 1960 [détail de l’édition]
- Dir. Jean El Gammal, François Roth et Jean-Claude Delbreil, Dictionnaire des Parlementaires lorrains de la Troisième République, Metz, Serpenoise, 2006 (ISBN 2-87692-620-2, OCLC 85885906, lire en ligne), p. 172-173